# Đá Tốc Tan
Đá Tốc Tan (tiếng Anh: Alison Reef; tiếng Filipino: De Jesus; tiếng Trung: 六门礁; bính âm: Liùmén jiāo, Hán-Việt: Lục Môn tiêu) là một rạn san hô vòng thuộc cụm Trường Sa của quần đảo Trường Sa. Đá Tốc Tan cách đảo Phan Vinh 14,6 hải lý (27 km) về phía đông nam và cách đá Núi Le 6 hải lý (11 km) về phía tây bắc.
Bản đồ hành chính đều thể hiện danh từ riêng là Tốc Tan còn danh từ chung để mô tả thực thể là đá. Về bản chất địa lý, đá Tốc Tan không phải là một đảo mà là rạn san hô vòng.
Đá Tốc Tan là đối tượng tranh chấp giữa Việt Nam, Đài Loan, Philippines và Trung Quốc. Hiện Việt Nam đang kiểm soát đá này như một phần của thị trấn Trường Sa, huyện Trường Sa, tỉnh Khánh Hòa.

## Đặc điểm

### Địa lý
Rạn san hô đá Tốc Tan có chiều dài khoảng 19,4 km và chiều rộng trung bình 4,1 km; diện tích nền san hô khoảng 23 km². Vụng biển của rạn vòng sâu từ 15 đến 25 m, rộng khoảng 48 km². Có một số hòn đá riêng lẻ nhô lên khỏi mặt biển khi thủy triều xuống.

### Công trình nhân tạo
Hải quân Việt Nam đã đóng quân tại 3 tiền đồn, được đặt tên là Đảo Tốc Tan A, B, C, có tọa độ địa lý là (trong ngoặc là tọa độ ghi trên bia chủ quyền):
- Đảo Tốc Tan A (ở thêm san hô phía đông nam của đá Tốc Tan): 8°46′46″B 114°03′9″Đ / 8,77944°B 114,0525°Đ (8°46′46″B 114°03′9″Đ / 8,77944°B 114,0525°Đ), gồm 2 nhà lâu nối với nhau bằng cầu bê tông.[5]
- Đảo Tốc Tan B (ở thềm san hô phía tây bắc của đá Tốc Tan): 8°49′59″B 113°55′27″Đ / 8,83306°B 113,92417°Đ (8°50′0″B 114°00′0″Đ / 8,83333°B 114°Đ), gồm một nhà lâu đóng quân nối với một nhà văn hoá đa năng (hoàn thành tháng 12, 2014[6])
- Đảo Tốc Tan C (ở thềm san hô phía bắc của đá Tốc Tan): 8°49′32″B 113°59′34″Đ / 8,82556°B 113,99278°Đ (8°50′0″B 114°11′0″Đ / 8,83333°B 114,18333°Đ), gồm một nhà lâu đóng quân nối với một nhà văn hoá đa năng (khánh thành tháng 4 năm 2024[7]).

Binh lính đồn trú trồng được một số rau xanh, chủ yếu là rau muống, cải, mồng tơi và nuôi vịt và chó mang từ đất liền ra.
Đầu tháng 12 năm 2022, Việt Nam bắt đầu tiến hành các hoạt động nạo vét, bồi đắp ở điểm Đảo Tốc Tan A. Tính đến tháng 11 năm 2023, Tốc Tan A đã trở thành đảo nhân tạo có diện tích khoảng 2 ha, dài khoảng 150 m, rộng khoảng 140 m.  Việt Nam bắt đầu bồi đắp và nạo vét ở điểm Đảo Tốc Tan C từ tháng 9 năm 2024, và Đảo Tốc Tan B từ tháng 12 năm 2024.

## Lịch sử
Ngày 22/2/1988, Bộ Tư lệnh Hải quân cử một biên đội gồm tàu HQ-713 và HQ-07 thuộc Lữ đoàn 171 Hải quân do trung tá Hoàng Kim Nông làm chỉ huy đưa quân ra đóng giữ đá Tốc Tan.
Sáng 25/2/1988, đội tàu của Lữ đoàn 171 đến khu vực Tốc Tan - Núi Le - Tiên Nữ. Thấy tàu Trung Quốc có dấu hiệu chiếm đóng trái phép đá Tốc Tan, chỉ huy biên đội quyết định hạ xuồng lên đá cắm cờ khẳng định chủ quyền. Tổ cắm cờ gồm 6 người, do trung tá Hoàng Kim Nông trực tiếp chỉ huy. Cắm cờ xong, biên đội bố trí 2 ca xuồng trực 24/24 bảo vệ cờ. Đe dọa không hiệu quả, các tàu Trung Quốc phải rút đi.
Một số nguồn khác ghi ngày chiếm giữ đá Tốc Tan là 27/2/1988.
Tỉnh Quảng Nam - Đà Nẵng đã xây dựng một nhà ở phía tây đá Đảo Tốc Tan, hoàn thành ngày 8/8/1988. Trong khi đó công binh Hải quân cũng xây dựng 3 nhà cao chân trên đá này.
Tháng 8/1988, Phòng bảo đảm hàng hải Quân chủng Hải quân đã thả trong lòng Hồ Tốc Tan 3 phao buộc tàu mỗi phao nặng 2 tấn, khi thời tiết xấu tàu có thể vào neo đậu tránh sóng gió.